# لن فیلدن
لن فیلدن (انگلیسی: Len Fielden; ۲۲ دسامبر ۱۹۰۳ – ۲۵ دسامبر ۱۹۶۶) بازیکن فوتبال اهل بریتانیا بود.
از باشگاه‌هایی که در آن بازی کرده‌است می‌توان به باشگاه فوتبال دارلینگتون اشاره کرد.